# Hans Granfelt
Hans Granfelt   (Estocolm, 26 d'octubre de 1897 - Danderyd, 5 de setembre de 1963) va ser un atleta i tirador d'esgrima suec, que va competir en el període d'entreguerres del segle xx. Era germà dels també medallistes olímpics Nils i Erik Granfelt.
Com a atleta, el 1920, va prendre part en els Jocs Olímpics d'Anvers, on quedà eliminat en sèries de la prova del llançament de disc del programa d'atletisme. El 1936, als Jocs de Berlín, disputà dues proves del programa d'esgrima. Guanyà la medalla de plata en la prova d'espasa per equips, mentre en la d'espasa individual fou eliminat en semifinals.